# Pistosia foveicollis
Pistosia foveicollis es una especie de insecto coleóptero de la familia Chrysomelidae.
Fue descrita científicamente en 1939 por Gressitt.